# کاورو ناگادومه
کاورو ناگادومه (انگلیسی: Kaoru Nagadome؛ زادهٔ ۷ مهٔ ۱۹۷۳) بازیکن فوتبال اهل ژاپن است که در تیم ملی فوتبال زنان ژاپن بازی کرده‌است.